# Friedland (Baixa Saxônia)

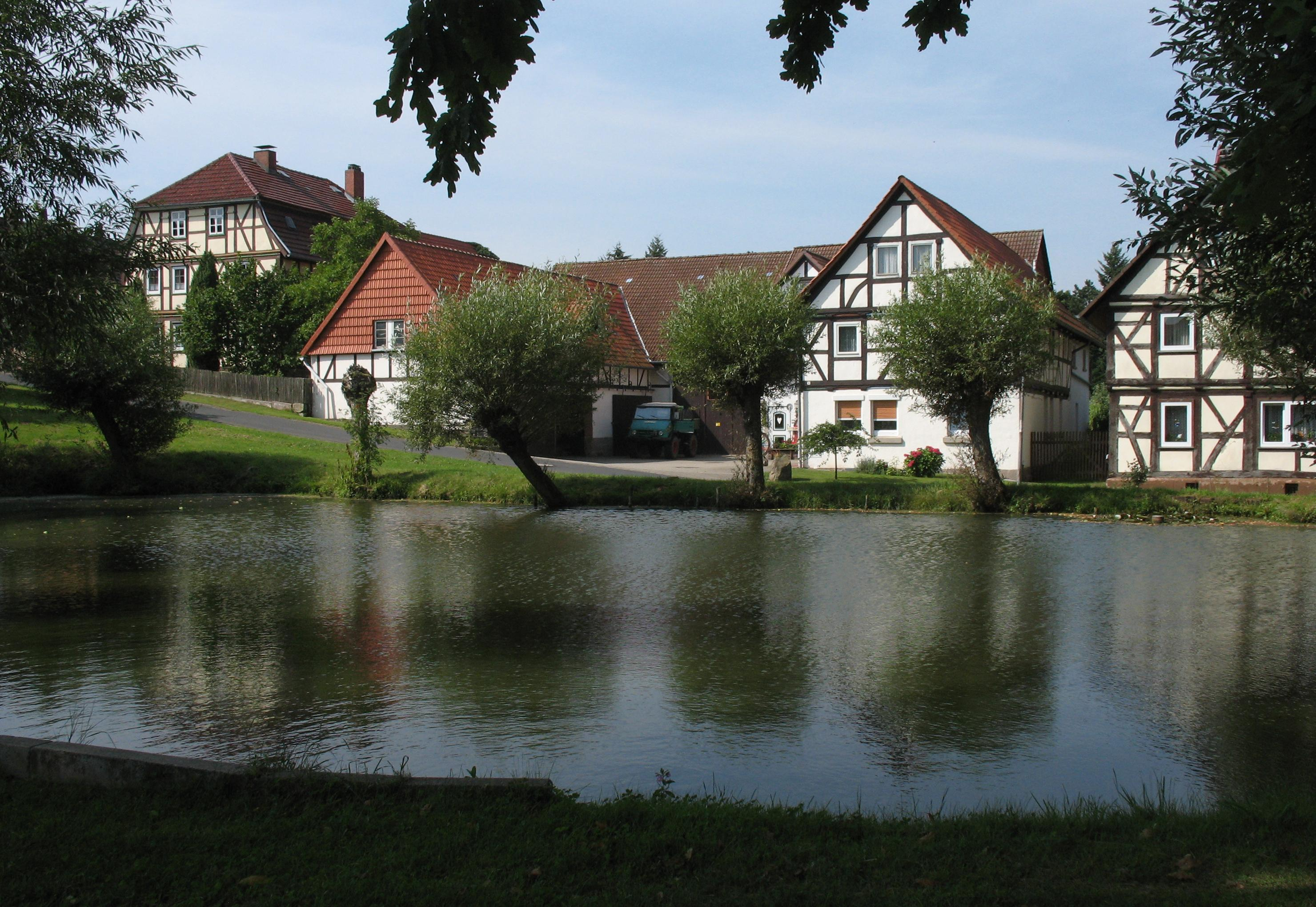
Lichtenhagen

Friedland é um município da Alemanha, situado no distrito de Göttingen do estado de Baixa Saxônia (Niedersachsen) e localiza se ao extremo sul do estado, perto da fronteira triângular com os estados alemães Hessen e Turíngia. O município se situa a 20 km sul de Göttingen e contava com 10.708 habitantes em 2004.

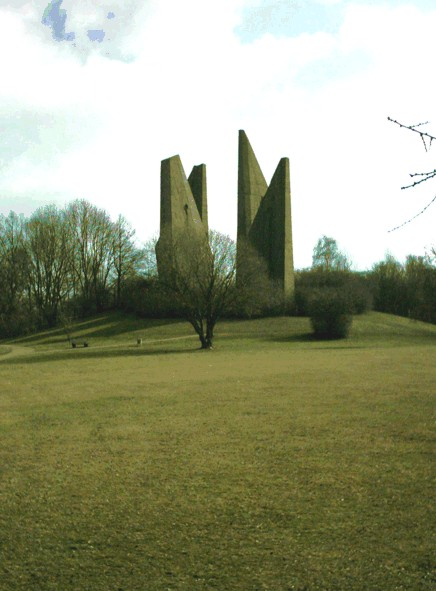
Monumento dos Heimkehrer

Friedland é conhecido por seu campo de refugiados (Grenzdurchgangslager) que foi instalado após a Segunda Guerra Mundial, no dia 20 de setembro de 1945, pelo exército britânico para albergar e distruibir refugiados de guerra. Devido a sua localição perto de uma linha ferroviária importante, o campo foi a primeira estação na Alemanha Ocidental para soldados da Wehrmacht (em alemão - termo histórico: Heimkehrer) voltando dos campos de prisão dos Aliados e recebeu assim cem milhares de prisioneiro de guerra alemães. Em 1955 chegaram da antiga União Soviética os últimos soldados presos. Mas tarde, o Grenzdurchgangslager foi usado para albergar asilados da Alemanha Oriental (em alemão - termo histórico: Übersiedler). Atualmente, Friedland é um campo de recepção para pessoas de grupos minoritários de origem alemão (em alemão: Spätaussiedler) que querem se mudar para a Alemanha.